# Enéias Tavares
Enéias Farias Tavares (Santa Maria, 17 de novembro de 1981) é um escritor, produtor, tradutor e professor brasileiro. É o autor da série de livros de ficção científica Brasiliana Steampunk, que pertence à temática steampunk. É também cocriador da série em live action A Todo Vapor! lançada em setembro de 2020 na Amazon Prime Video e de uma webcomic de mesmo nome, ambas ambientadas no mesmo nome universo ficcional de Brasiliana Steampunk.
Como professor, leciona o curso Escrita de Ficção na Universidade Federal de Santa Maria (UFSM). Como produtor, participou da produção dos episódios da série A Todo Vapor!, também fez os roteiros da webcomic de mesmo nome.
Atualmente mora na cidade de Santa Maria, no estado do Rio Grande do Sul.

## Influências
As inspirações da franquia Brasiliana Steampunk vieram da obra A Liga Extraordinária, escrita pelo inglês Alan Moore, bem como das obras do universo de vampiros da Anne Rice e dos quadrinhos de Neil Gaiman

## Obras publicadas
- A Lição de Anatomia do Temível Dr. Louison (2014) - Vencedor do Prêmio Fantasy - Casa da Palavra/LeYa[6]
- Fantástico Brasileiro: O Insólito Literário do Romantismo ao Fantasismo (2018)
- Juca Pirama Marcado para Morrer (2019)
- Parthenon Místico (2020)
- Lição de Anatomia (2022)